# Саладуха, Ольга Валерьевна
Ольга Валерьевна Саладуха (укр. Ольга Валеріївна Саладуха; род. 4 июня 1983 года в Донецке) — украинская легкоатлетка, специализирующаяся в прыжках в длину и тройном прыжке. Заслуженный мастер спорта Украины. Чемпионка мира 2011 года, чемпионка Европы 2010 года. Многократная чемпионка Украины. Личный рекорд в прыжке — 6,37 м, в тройном прыжке — 14,98 м. Народный депутат Украины с 2019 года, член Комитета Верховной Рады по вопросам молодёжи и спорта. 

## Биография

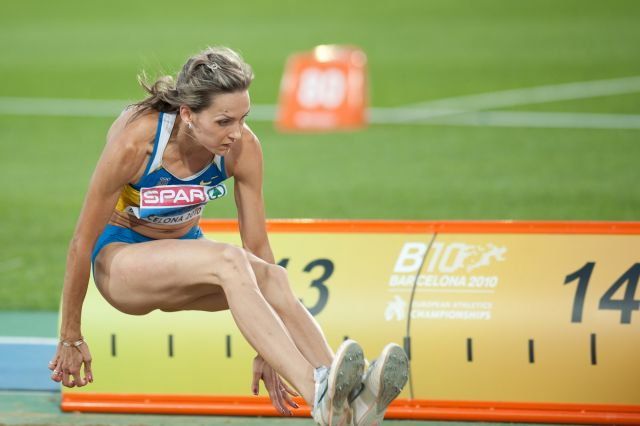
Ольга Саладуха на Чемпионате Европы по лёгкой атлетике 2010

С 13 лет тренируется под руководством Анатолия Григорьевича Бойко.
Замужем (муж — Денис Костюк — многократный призёр Украины по велоспорту, участник Олимпийских игр), воспитывает дочь Диану.
На летних Олимпийских играх 2012 года в Лондоне в тройном прыжке заняла третье место с результатом 14,79 м.
Кандидат в народные депутаты от партии «Слуга народа» на парламентских выборах 2019 года, № 57 в списке. Спортсмен-инструктор Государственной пограничной службы Украины. Беспартийная.
30 июля 2021 года, после выступления на Олимпийских играх в Токио, объявила о завершенни спортивной карьеры.

## Награды
- Орден княгини Ольги І степени (27 июня 2020 года) — за значительный личный вклад в государственное строительство, социально-экономическое, научно-техническое, культурно-образовательное развитие Украины, весомые трудовые достижения и высокий профессионализм[7]
- Орден княгини Ольги ІІ степени (24 августа 2013 года) — за значительный личный вклад в государственное строительство, социально-экономическое, научно-техническое, культурно-образовательное развитие Украины, весомые трудовые достижения и высокий профессионализм[8].
- Орден княгини Ольги ІІІ степени (15 августа 2012 года) — за достижение высоких спортивных результатов на ХХХ летних Олимпийских играх в Лондоне, проявленную самоотверженность и волю к победе, повышение международного авторитета Украины[9][10].
- Медаль «За труд и победу» (6 сентября 2007 года) — за весомый личный вклад в развитие и популяризацию физической культуры и спорта на Украине, достижение высоких спортивных результатов на XXIV Всемирной летней Универсиаде 2007 года в Бангкоке (Таиланд), укрепление международного авторитета Украинского государства[11].